# Acronyches fenestratulus
Acronyches fenestratulus là một loài ruồi trong họ Asilidae. Acronyches fenestratulus được Hermann miêu tả năm 1921.